# Muota
Muota – rzeka w Szwajcarii w dorzeczu Aare. Długość 30 km. Płynie w całości w grupie górskiej Schwyzer und Urner Voralpen w Prealpach Szwajcarskich w kantonie Schwyz.
Źródła na wysokości ok. 1800 m n.p.m. w północnej części masywu Windgällen (Schächental). Spływa generalnie w kierunku północno-zachodnim doliną Muotatal, by w końcowym biegu w Kotlinie Schwyz, w rejonie Ibach (Schwytz) skręcić w kierunku południowo-zachodnim i na wysokości 434 m n.p.m. ujść do Jeziora Czterech Kantonów w rejonie Brunnen. Formalnie jest więc prawobrzeżnym dopływem rzeki Reuss.
Reżim rzeczny niwalno-fluwialny. Średni roczny przepływ u ujścia (Ingenbohl, 438 m n.p.m.) wynosi 20,5 m³/s, jednak podczas powodzi w sierpniu 2005 r. przepływ na stacji pomiarowej w Brunnen wzrósł 21-krotnie do wartości 433 m³/s.
Muota jest rzeką kapryśną. Wielokrotnie niszczyła miejscowości w swojej dolinie, po raz ostatni w 1910 r. Gwałtowne wezbrania i katastrofalne przepływy były skutkiem znacznego wylesienia gruntów w jej dorzeczu już w końcu średniowiecza. Od XV w. podejmowano szereg przedsięwzięć, mających zabezpieczyć mieszkańców doliny. W minionych stuleciach wody rzeki wykorzystywano do spławu drewna do Ibach, obecnie woda jest wykorzystywana do wytwarzania energii elektrycznej. Pierwsza elektrownia wodna została zbudowana w 1897 r.; sześć istniejących obecnie elektrowni powstało pod koniec lat 50. i w latach 60. XX w.